# دیوید چرکاسکی
دیوید چرکاسکی (روسی: Давид Янович Черкасский؛ ۲۳ اوت ۱۹۳۱ – ۳۰ اکتبر ۲۰۱۸) کارگردان انیمیشن، فیلم‌نامه‌نویس، کارگردان هنری، پویانما، نقاش، و کارگردان فیلم اهل اتحاد جماهیر شوروی سوسیالیستی بود.
از فیلم‌ها یا برنامه‌های تلویزیونی که وی در آن نقش داشته‌است می‌توان به جزیره گنج اشاره کرد.